# أعلام ولاية المدية
أعلام وشخصيات ولاية المدية (1830- 1962، المدية الجزائر) هناك عدة شخصيات من الجزائر كان لها تأثير على مر التاريخ سواء على الولاية أو الوطن كان على المستوى الديني أو الثقافي وحتى فيما يتعلق بالنضال والجهاد من أجل تحرير الجزائر

## شخصيات دينية

### مولده ونشاته

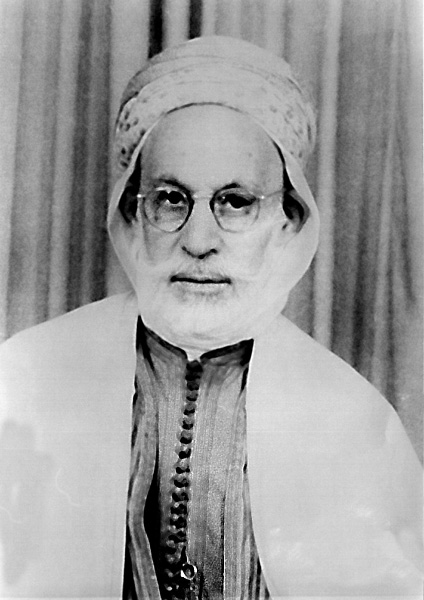
مصطفى فخار بن حميدو بن علال

ولد في مارس 1892م بالمدية، سافر إلى الجزائر العاصمة ونزل بمقصورة الجامع الكبير حيث نسخ ثلاثة نسخ من صحيح البخاري وصحيح مسلم.
اشتهر بحبه لمطالعة الشعر، الحكمة والفروسية، كان الجود والكرم والاستقامة من مكارم أخلاقه، زار مصطفى فخار شيخ جامع الزيتونة «الطاهر بن عاشور» الذي منحه إجازة في الحديث والفقه والتفسير وشهادة في العلم سنة 1936 وقد قام بتلقين الصحيحين لمئات الطلبة والأئمة على مدار ستين سنة، كان صوفيا ومفتي المذهب المالكي بالمدية، ويعقد يوميا حلقة للذكر بعد صلاة العصر حيث تتعالى التكبيرات والتسابيح،

### وفاته
توفي الشيخ مصطفى فخار سنة 1979 مخلفا مخطوطا في مناسك الحج والعديد من المذكرات والخطب التي ألقاها طوال حياته.

### فضيل إسكندر
- مولده ونشاته

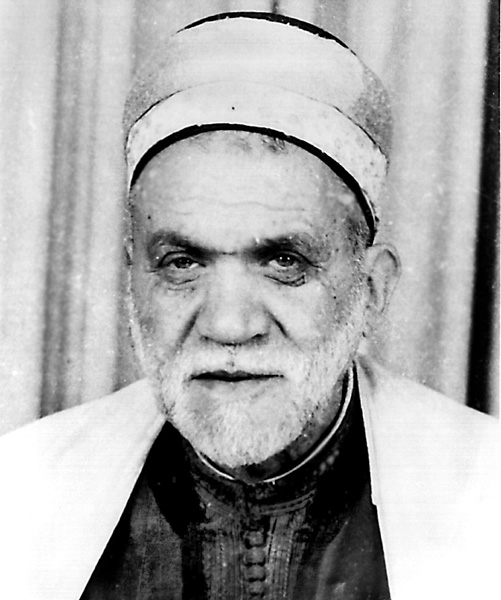
فضيل إسكندر

ولد اسكندر بحي تاكبو بالمدية في 03 ماي 1901م وترعرع في أسرة محافظة، كان جده إمام بالمسجد الحنفي وقد وهبه الله ذاكرة قوية فكان لا يقرأ كتابا إلا وحفظه، وكان يحفظ ما يقارب 3500 حديث بسندها كاملا، وقد أطلق عليه الشيخ الفحام عميد جامعة الأزهر عندما زاره سنة 1968 (بصار الحديث) لما زار الإمام عبد الحميد ابن باديس مدينة المدية عام 1933م، عين الشيخ فضيل اسكندر رئيسا لفرع المدية وعضوا في مجلس الفتوى وحضه على تفسير القرآن الكريم عقب كل درس جمعة بدون انقطاع إلى أن أتمه سنة 1969 وهكذا ختمه بعد 25 عاما ولكن مع الأسف لم تبق إلا بعض الأشرطة السمعية وقد زاره الشيخ الشعراوي في مدينة المدية وتناظر معه مناظرة دامت من صلاة العشاء إلى طلوع الفجر وخرج فيها الشيخ الشعراوي مبهوتا من سعة فكر الشيخ الفضيل وعمق إطلاعه.
كما كان له باع في علوم النحو والأدب وحتى كتابة الشعر حيث جادت قريحته بعديد القصائد نذكر منها قصيدة بمناسبة فتح أول نادي ثقافي بالمدية وقصيدة أخرى سنة 1934 تصدى لأهل البدع والخرافات وأخرى بمناسبة تدشين مسجد النور بالمدية
- وفاته

وبعد مرض ألزمه الفراش لعدة شهور التحق الشيخ الفضيل بالرفيق الأعلى في 14 أفريل من سنة 1982 ولا زالت الأجيال التي حضرت مجالسه تروي تفاسيره وإرشاداته ومواقفه وحتى نكته.

### محمد بلحسن
- مولده ونشاته

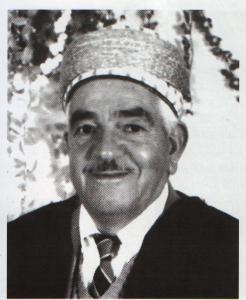
محمد بلحسن

هو محمد بن محمد بن مصطفى بن علال بن محمد والملقب ببلحسن ولد في 24 أفريل 1931 بمدالة بالعمارية، نشأ وترعرع في عائلة كريمة وشريفة ورث عنها أنبل القيم وأشرف الخلق، حفظ القرأن الكريم في الكتاتيب القرأنية وعمره لا يتجاوز 11 سنة، كما درس مبادئ اللغة العربية والعلوم الإسلامية، تحصل على شهادة الفتوى بدرجة امتياز من قبل الشيخ محمد بابا عمر مفتي المالكية بالجامع الكبير بالجزائر العاصمة، وبذلك أصبح إماما خطيبا بمسجدي إبراهيم بن دالي وعلي بن خاوة، اشتغل أيضا كأستاذ للغة العربية بتكميلية البرواقية وتكميلية الشهيد مصطفى بن رقية بالمدية سنة 1992، شغل منصب ناظر الشؤون الدينية لولاية عين الدفلى، ومفتي البعثة الجزائرية للحج،
- وفاته: توفي يوم 7 جانفي 1994.

## شخصيات ثقافية

### محمد بن أبي شنب
- مولده ونشاته

ينتمي محمد بن أبي شنب إلى عائلة محافظة من مدينة المدية ولد في ضاحية تتسمى (تاكبو) في عام 1869، تعلم الفرنسية في المدرسة الابتدائية بالمدية، عين في عام 1888 معلما ابتدائيا بعد تخرجه من دار المعلمين بالجزائر العاصمة كرس وقت فراغه لدراسة اللغة العربية ونال في عام 1894 دبلوم اللغة العربية من المدرسة العليا للآداب. بن شنب في إنتاجه الخصب والمستكر على الخصوص بعدما ترك وظيفته كمعلم، وتولى عمله الجديد كأستاذ في المدرسة الرسمية في قسنطينة عام 1898 وبعدها في مدرسة الجزائر عام 1910.
دخل محفل العلماء المهتمين بالدراسات العربية في عام 1905 عندما شارك بفعالية في اجتماعات مؤتمر المستشرقين الرابع عشر الذي عقد في الجزائر قدم خلاله بحثا علميا يشمل 400 صفحة. معرفة أبي شنب للغة العربية الفصحى وللبيبليوغرافيا أهلته لتقديم دراسات نقدية رائدة لتحليل مضمون بعض المخطوطات العربية تحصل على شهادة الدكتوراه عام 1922 وبهذا يعد أول دكتور جزائري، وقد كرس ابن شنب جهوده لإنجاز مئات المؤلفات في النحو واللغة والبلاغة والشعر والتاريخ والتراجم والترجمات.
- وفاته

رحل محمد ابن أبي شنب إلى الدار الآخرة يوم 05 فبراير 1929 ومازالت مؤلفاته تشكل اليوم مصدرا مرجعيا لكثير من الباحثين.

### حسن الحسني

حسن الحسني

#### مولده ونشاته
حسان بن الشيخ المعروف بـ:حسن الحسني من مواليد 24 افريل 1916 ببوغار ولاية المدية انتقل إلى مدينة البرواقية وعمل مسيرا لقاعة السينما إلي غاية 1945.
شارك في سنة 1936 في تأسيس جمعية «شمس» بمدينة البرواقية وهناك التقي مع عميد المسرح الجزائري محي الدين بشطارزي سنة 1937 الذي اكتشف أن حسن الحسني يملك قدرات كبيرة في التمثيل فشجعه علي مواصلة المشوار، وكانت البداية بمسرحية «أحلام حسان». سجن عدة مرات منها (ببشار) ثم (سركاجي) وما بين 1949 –1948 بسجن البرواقية والبليدة استغل الفنان نعينع وجوده في السجن ليقدم عروضا مسرحية فكاهية ذات بعد وطني في أوساط المعتقلين، ناضل في صفوف حزب الشعب الجزائري وحركة انتصار الحريات الديمقراطية، ومع اندلاع الثورة التحريرية واصل الفنان نضاله بتسخير الفن لخدمة وطنه تعرض للسجن مرة أخرى من 1956 إلى 1959 بعد الاستقلال التحق بالمسرح الوطني الجزائري إلى غاية 1965 وقدم عدة أعمال فنية، وفي سنة 1966 أسس رفقة أبو الحسن وعمار أوحدة وغيرهما فرقة المسرح الشعبي التي قدمت عروضها في مختلف أرجاء الوطن. اقتحم عالم التمثيل في التلفزيون والسينما  مع مخرجين معروفين علي الساحة الوطنية والأجنبية بداية بالمخرج محمد الأخضر حمينة في فيلم «ريح الأوراس» سنة 1966 وانتهاء بفيلم«أبواب الصمت» مع المخرج عمار العسكري سنة 1987
- وفاته

في يوم الجمعة 25سبتمبر 1987 تُوفي الفنان عن عمر يناهز 71 سنة.

### محمد المحبوب إسطمبولي
- مولده ونشاته

إسطمبولي

هو أحد أعمدة الثقافة والفن الجزائري ولد عام 1913 بالمدية، كان أول لقاء له بخشبة المسرح سنة 1920 وعمره آنذاك لا يتجاوز السبع سنوات.
في سنة 1935 أسس نادي الهلال الرياضي الذي ينشط في المجال الرياضي والفني والمسرحي بعدها انتقل إلى الجزائر العاصمة سنة 1939 ثم التحق بالنضال السياسي وانخرط في حزب الشعب وانشأ فرقة مسرحية حملت اسم رضا الباي خلال هذه الفترة كتب العديد من القصائد والأناشيد الوطنية للكشافة الإسلامية مثل قصيدة من جبالنا وناداني وطني فأجبت النداء.
وفي عام 1948 التحق محبوب اسطنبولي بصفوف جبهة التحرير الوطنية. في عام 1957 عمل بالإذاعة الوطنية ليشرف على عدة حصص شعرية وغنائية بعد الاستقلال انظم إلى المسرح الوطني الجزائري طيلة مسيرته الفنية ألف ما يزيد عن 5000 قصيدة كما ترجم واقتبس عشرات المسرحيات العالمية والمسرحيات الغنائية من أشهرها حب وجنون في زمن المحبوب.

### محبوب باتي
- مولده ونشاته

اسمه الحقيقي صفار باتي محمد المحبوب، ولد محبوب باتي يوم 17 نوفمبر 1919 بالمدية كان عبقري في العزف على الكلارينات والساكسوفون التي اختارها لتكوين ضمن الأوركسترا التقليدية، في الأربعينات التحق بالأركسترا المحترفة بقيادة مصطفي اسكندارني وتعلم العزف على كل الألات التقليدية وكانت محاولته الأولى مع الفنان عبد الرحمان عزيز الذي غني يا نجمة سنة 1954 التي صورت في فيلم جزائري في 1961-
في السبعينيات كان في قمة الشهرة من خلال الإنتاجات البارح مع قروابي، راح الغالي راح مع بوجمعة العنقيس سالي طراش قلبي مع عمر الزاهي، نستهل الكية مع أعمر العشاب...إلخ وكان له إنتاج كثيف شمل كل الطبوع الموسيقية المعروفة عبر الوطن، كما غني من إنتاجاته أكثر من 70 مطربا
- وفاته

وفي سنة 1986 غادر محبوب باتي عالم الموسيقي بعد أدائه مناسك الحج في يوم الاثنين 12فيفري 2000 رحل عنا عن عمر يناهز 81سنة.

### عـبد الكـريم العـلجـي
- مولده ونشاته

ولد الأديب الشاعر عبد الكريم علجي المعروف بجمال الطاهري في 14سبتمبر1947 بحي عين الذهب بمدينة المدية تلقى تعليمه الابتدائي بالمدرسة الزوبيرية ثم واصل تعليمه الإعدادي والثانوي بدار المعلمين ببوزريعة (الجزائر العاصمة) التي تخرج منها سنة 1969 بدا كتابة الشعر سنة 1964، ونشرت له أول مجموعة شعرية للأطفال سنة 1970 في ملحق «مجلة أمال للشعر» الصادرة عن وزارة الإعلام والثقافة، وقد خصص العدد كله للشاعر جمال الطاهري.
أنشا رفقة مجموعة من الشعراء أول رابطة للكتاب الشباب باسم رابطة «فينيس» سنة 1971 وابتداء من سنة 1972 صار عضوا باتحاد الكتاب الجزائريين ليصبح عضوا في اللجنة المديرة للاتحاد سنة 1996 صدر اسمه ضمن معجم البابطين للشعراء العرب المعاصرين في طبعته الأولى سنة 1995 الصادر بدولة الكويت.
- من مؤلفاته:

ديوان «نفح الياسمين»، ديوان «الزهور للفتيان والفتيات»، ديوان «أحلى الحكايات».
وله مجموعة مؤلفات في الرواية والقصة القصيرة والنقد الأدبي، نشرت خاصة في بداية السبعينيات بجريدة «الجمهور» اللبنانية.
- وفاته

في يوم الاثنين 08 نوفمبر1999 تُوفي عن عمر يناهز 52 سنة بعد معاناة طويلة مع مرض العجز الكلوي.

### شريف قرطبي
- مولده ونشاته

من مواليد مدينة البرواقية ولد في 04 فيفري 1935.في 1954 انتقل إلى العاصمة ودرس بها الموسيقى وفي سنة 1964 التحق بالإذاعة الوطنية شارك في فرقة المسرح الشعبي التي كان يرأسها حسن الحسني.
من إعماله في مجال التلحين: من أجلك عشنا يا وطني، نشيد الصومام.في سنة 1972 اشرف على الفيلم التاريخي بوعمامة، مسرحية قالوا العرب قالوا.
- وفاته

توفي يوم الجمعة 21 ماي 2010 بفرنسا عن عمر يناهز75 سنة إثر مرض عضال لازمه الفراش لفترة.

### عـبـد الـقادر فـراح
- مولده ونشاته

ولد بقصر البخاري  في 26 مارس 1926 جده الشيخ الميسوم، سافر سنة 1946 إلى باريس لتعلم فن الرسم، أول من اجتذبه للعمل في المسرح مخرج هولندي كلفه بعمل تصميمات الديكور والملابس عام 1952 لأوبرا شمشوم ودليلة بمسرح أمستردام ثم تهاطلت عليه العروض فعين رئيسا لقسم بالمركز القومي الفرنسي للمسرح في الفترة من 1955 إلى 1961، بعدها دعاه الفنان الإنجليزي بيتر هول للالتحاق بفرقة شكسبير الملكية. صمم فراح الديكور والملابس لعشرات المسرحيات في العالم، ونال عن ذلك أكبر الجوائز. وقد رفض قبولا جائزة وزارة الثقافة الفرنسية عام 1956 احتجاجا على الحرب الاستعمارية.
- وفاته

توفي يوم الثلاثاء 20 ديسمبر 2005 ببريطانيا عن عمر يناهز 79 سنة.

## شهداء المدية منهوم عمار

### امحمد بوقرة
- مولده ونشأته:

ولد الشهيد يوم02 ديسمبر1928 بخميس مليانة عين الدفلى، ابن العربي وابن ياقوت قعيدة، نشأ وترعرع في أوساط عائله محافظة
متوسطة الحال، كـان والــده يملك مقهى بخميس مليانـــة.
- مهامه ونشاطاته:

بدأ تعليمه الابتدائي بالمدرسة الفرنسية (لافايات) بمسقط رأسه كما قرأ القرآن الكريم ومبادئ في علوم الدين الإسلامي على يد الشيخ بن بليدية، ليذهب بعد ذلك إلى جامع الزيتونة في تونس سنة:1956 ليتعلم حرفة التلحيم الكهربائي، يجيد اللغتين العربيــــة والفرنسيـة، إنخرط في الكشافة الإسلامية سنة: 1944 كما إنخرط في الاتـحادية الرياضية بخميـس مليانة لتغطية نشاطه السياسي، اعتقل مرتين الأولى في 08 ماي 1945 والثانية سنة 1950 لينفى من مسقط رأسـه.انخرط في حزب الشعب سنة 1946 واستمر في النضال السياسي حتى اندلاع الثورة التحريرية سنة 1954، حيث التحق بصفوف جيش التحرير الوطني، رقي إلى رتبة مساعد سياسي سنة 1955 ثم رقي إلى رتبة رائد سنة 1956، شارك في مؤتمر الصومام في 20 أوت1956 وواصل جهاده ليرقى سنة 1958 إلى مرتبة عقيد ليتولى قيادة الولاية الرابعة، حضر اجتماع قادة الولايات الذي انعقد من إلى 12 ديسمبر1958 بجبل الميلية (الشمال القسنطيني)
- استشهاده:

ليستشهد العقيد سي أمحمد بوقرة يوم05 ماي1959 بالمكان أولاد بوعشرة ولاية المدية، له معلم تذكاري بمقبرة الشهداء بأولاد بوعشرة دائرة سي المحجوب ولاية المدية.

### رابح المقراني
- مولده ونشأته:

انه من مواليد6 نوفمبر1936 بالأخضرية ولاية البويرة، وهو من عائلة ميسورة الحال زاول دراسته الابتدائية بمسقط رأسه، ولم تسعفه ظروفه لمواصلة تعليمه المتوسط والثانوي فالتحق أنـذاك بمركز التكوين المهني أين تعلم مهنة البناء.
- أهم نشاطاته:

عند بداية الثورة التحريرية وان لم يتجاوز عمره20 سنة، كلف من طرف جبهة التحريرالوطني، بتنظيم خلايا الثورة بمنطقة الأخضرية، وعين بسام، وفي سنة 1955 أصبح سي لخضرأول قا ئد سياسي عسكري لتلك المنطقة ليلتحق به في تلك السنة الشهيد/علي خوجة وبعد فراره من صفوف العدو، بحيث عمل الشهيدين على تكوين مجموعة فــرق من المجاهـدين صارت كومنـدو المنطقــة فيما بعـدأدخلت الرعب في صفوف العــدو وأصبح يعد العدة والعتاد.
قاد الشهيدين معارك ضارية في كل من خميس الخشنة، البويرة، برج البحري، تابلاط حقـقا بواسطتها نجاحات كبيرة، والحقت بالعدو خسائركبيرة في الأرواح والعتاد ونظرا للتنظيــم والقدرات الكبيرة التي يتمتع بها في التخطيط الحربي، رقي إلى رتبة نقيب في أكتوبر1956 ليعين على اثرها قائدا للمنطقة الأولى الولاية الرابعــة.
- استشهاده:

وفي سنة 1957 استدعي إلى مجلس الولاية ليعين عضوا عسكريا بمجلسها برتبــة رائد ليواصل مهامه إلى غاية 5 مارس1958 تاريخ استشهاده رفقة شهداء آخرين بجبل بولقرون بلدية جواب ولايةالمدية،

### الطيب الجغلالي
- مولده ونشأته:

ولد سي الطيب الجغلالي سنة 1916، ببلدية العمارية وسط عائلة فلاحية متوسطة الحال، حفظ القرآن الكريم، وتلقى شيئا من علوم الدين والفقه على يد الشيخ (رابح عليلي) التحق صفوف الحركة الوطنية سنة 1937، حيث أسندت له مهمة تنظيم خلايا الحركة الوطنية بالمنطقة، بالإضافة إلى ارتبطاته برجال الدين أمثال:- الشهيد: بن دالي إبراهيم - اسكندر الفضيل - سي علي طوبال
وهـذا من أجل توعـية الشباب واعدادهم لمناصرة القضية الوطنيـة، وعلى مستوى القيــادة السياسية للحركة الوطنية مثل:
- ديدوش مراد
- دماغ العتروس
- سويداني بوجمعة
حيث اكتشفت نشاطاته من طرف الاستعمار الفرنسي، وألقي القبض عليه وتم سجنه ونفيه من مسقط رأسه مدة أربع سنوات وفرضت عليه غرامة مالية قدرت ب:400ألف فرنك، وكانت تنقلاته المستمرة عبر سهول متيجة وقرى ومدن المدية، وغيرها بصورة سرية، يبث أراءه ومبادئه الثورية الوطنية، كان من بين الأوائل الذين لبوا النداء بالمنطقة بعد اندلاع أول نوفمبر، أسندت له مهمة جمع الأسلحة والأموال وعملية التنظيم العسكري بمنطقة المدية، ومع بداية سنة 1955 كان الشهيد سي الطيب الجغلالي قد تمكن من ارساء قواعد ثابتة وقوية للثورة في مختلف مناطق المدية، وكان مقره الرئيسي يوجد بناحية (فورنة)(وأولاد سنان)، أين كانت تتم عملية الاعداد والتخطيط للكمائن والمعارك مثل معركة (حوش المسعودي).
- أهم نشاطاته:

لقد أسندت له القيادة على مستوى الولاية في ميدان التنظيم وجمع الأمــوال والأسلحة، وبناء المخابئ، وتوعية المواطنيين بأهداف الثورة التحريرية.
ففي سنة 1957 رقي إلى رتبة مسؤول منطقة بالولاية، وتوجـه إلى تونس خـلال شهـر نوفـمبر 1958، حيث مكث بها عدة أشهر، وأثناء اقامته رقي إلى رتبة عقيد، وأسندت له مهمة قيادة لولاية السادسة خلفا للعقيد (سي الحواس).وأثناء عــودته من تونس عقد في شهر أكتوبر سنة 1958 اجتماعـا عاما بالشريط الحــدودي حضرته الفصائل العائدة إلى أرض الوطن المتكونة من 220 جنديا وضابطا تدارس خلالها معهم خطة اختراق الأسلاك الشائكة، وتمت العملية بنجاح، وبعد عودته من تونس والتحاقه بالولاية الرابعة رتب أموره قصد التفرغ للمهمة الجديدة اثر تسليمه العهدة لمن خلفه وشد الرحال نحو الولاية السادسة.
- استشهاده:

وفي طريقه تعرض ومن معه إلى كمين نصب لهم قرب بلدية بوسعادة وذلك يوم29 جويلية 1959، بمنطقة (القميقع بجبل الصحاري) حيث نشبت معركة رهيبة سقط على اثرها العقيد (سي الطيب الجغلالي)) شهيدا صحبة الرائد ((محمود باشن)) و13 مجاهدا.

### محمود باشن
- نبذة عن حياته

ولد الشهيد الرائد محمود باشن بن عبد الرحمان وبوقلقال فاطمة يوم 04 جويلية 1928 ببلدية المدية، نشأ وترعرع في أحضان عائلة جزائرية متوسطة الحال كأغلب العائلات الجزائرية في ذلك الوقت، تابع تعليمه الابتدائي بالمدية وفي نفس الوقت كان يتابع تعليمه القرآني واللغة العربية بإحدى الكتاتيب، حيث أنعم الله عليه بحفظ القرآن الكريم، انخرط في صفوف الحركة الوطنية منذ الخمسينات حيث لعب دورا مهما في تغذية الروح الوطنية والحس الثوري بين أوساط المواطنين ولا سيما منهم الشباب على وجه الخصوص.
عند اندلاع الثورة التحريرية المباركة في أول نوفمبر1954 كان الشهيد سي محمود من بين العناصر الأساسية الأولى التي ساهمت في إرساء نظم وأسس الثورة عبر مختلف نواحي المدية وفي بداية عام 1955 التحق الشهيد «سي محمود باشن» بصفوف جيش التحرير الوطني بعد اكتشاف نشاطه النضالي من طرف الإستعمار تاركا ورائه زوجة وثلاثة أطفال، وقد تقلد الشهيد خلال مشواره النضالي ضمن صفوف جيش التحرير عدة مهام ومسؤوليات بداية من محافظ سياسي ثم مسؤول ناحية ثم اسندت له عضوية المنطقة الثانية من الولاية الرابعة ثم مسؤول بالمنطقة الثانية من الولاية السادسة ثم عضو ولائي من الولاية السادسة..
رافق سي محمود باشن الشهيد العقيد سي الطيب بوقاسمي المدعو سي الطيب الجغلالي الذي كلفته قيادة الثورة بمهمة تنظيم الولاية السادسة وخلال مهمته بهذه الولاية رقي سي محمود باشن إلى رتبة رائد.
- وفاته

أثناء المهام التي كان يقوم بها الرائد سي محمود باشن لهذه الولاية سقط شهيدا في ميدان الشرف بجبل تامر قرب بوسعادة خلال جويلية 1959، ويذكر أن الشهيد له ثلاثة إخوة بالإضافة إلى الوالد الشيخ «سي عبد الرحمان» سقطوا هم أيضا شهداء في ميدان الشرف أثناء معارك مختلفة لكتائب جيش التحرير الوطني ضد قوات العدو في مواقع متعددة.

### حمدي احمـدالمدعوا (ارسلان).
- نبذه عن حياته

الشهيد من مواليد 28/09/1931 بالمدية ابن علـى وبلهواري خديجة من عائلة متوسطة الحال، متزوج له مستوي ثقافي عالي باللغة العربية، سمح له أن يكون أحد طلبة الزيتونة بتونس. بعد رجوعه من تونس عمل كمدرس بالمدرسة الزبيرية، ومدرس في مسجد الشهيد، سي إبراهيم بن دالى.
بدا نضاله سنة 1955، حيث اشرف رفقة الشهيد ولد التركي أحمد المدعو سي التوفيق على تنظيم وتوعية المواطنين بقضيتهم الوطنية وان السبيل الوحيد لتحرير الوطن والمواطن هو الثورة على العدوا الغاصب، وهذا من خلال اجتماعات ولقاءات مع المواطنين، عبر المداشر والقرى إلى غاية 1956 حيث التحق بصفوف جيش التحرير الوطني في المنطقة الثانية ونظرا لمستواه الثقافي وتكوينه العالي وبعد مدة من الزمن أسندت للشهيد (الحاج حمدي) مهمة مرشد الولاية، حيث كان ينشط في مختلف مراكز جيش التحرير الوطني والكتائب، وحتى وسط الجماهير الشعبـية بالتوعية السياسية وشرح المراحل التي قطعتها الثورة والخطوات المنتظرة.
كما كان يقوم بإلقاء خطب حماسية عن بطولات جيش التحرير الوطني لرفع معنويات الجنود والمدنيين، وفي بعض الأحيان يخطب فيهم بعد المعركة مباشرة
- استشهاده

وبقى يقوم بهذا الدور إلى غاية استشهاده في حي تاكبو ببلدية المدية في 29/09/1960 رفقة 9 مجاهدين على اثر كمين نصب له من طرف العدو الاستعماري.

### أحمد اللوحي
- نبذة عن حياتها

ولد الشهيد عام 1936 بأولاد هلال ولاية المدية، انحدر من عائلة فقيرة زاول النشاط الفلاحي، وهي عائلة ثورية مجيدة شكلت حصنا واقيا وقلعة منيعة لجبهة جيش التحرير الوطني أثناء الكفاح المسلح، وقد دفعت هذه العائلة ثمنا غاليا على مذبح الحرية، حيث سقط أبناؤها الخمسة كلهم في ميدان الشرف ومن بينهم البطل سي أحمد اللوحي، الذي عرف فيه رفقاؤه في السلاح، الرجل الشهم والفذ والمثالي في سلوك والتضحية والفداء، والمجاهد المغوار مناجل الحرية والكرامة.
التحق الشهيد سي أحمد اللوحي عام 1956 بصفوف جيش التحرير الوطني بولاية الرابعة منطقة الثانية الناحية الرابعة، ضمن التي كان يقودها الشهيد سي البشير، ثم انضم إلى الكتيبة الزوبيرية ضمن الفصيلة الأولى في مطلع عام 1957، حيث كان جندي راعي بشرشال 24/29.
وقد سمحت له شجاعته في مختلف العمليات ضد العدو ودقته في الرمي واصابه الهدف وحنكته في الميدان والتكتيب الحبري، ان يتولى عدة مسؤوليات في صفوف الجيش التحرير الوطني، حيث تولى مهمة مسؤول فوج – قائد فصيلة- قائد كتيبة –قائد ناحية مسؤول عسكري بالمنطقة في مطلع عام 1961 – (ضابط) -شارك الشهيد سي أحمد اللوحي في معرك كبرى، وعمليات هامة وعديدة كلفت العدو خسائر فادحة في الأرواح والمعدات، واربكت كل المخططات التي عدها الضباط السامون للعدو ضد الثورة في الميدان العسكري.
وندطر من بين هده المعارك والعمليات على الخصوص :
-معركة جبل اللوح
-معارك جبل موقرنـو
-معارك واد شريس
-معركة اولاد اسنان
-عملية كرمة شيحة (اولاد أهلال)
-عملية اولاد سهيل
-عملية الشريعة...الخ
- استشهاده

وفي يوم من الايام الشتاء من بدية سنة 1962 بحيث كانت الثلوج تغطي الجبال والبرد القارص، سقط البطل سي أحمد اللوحي شهيدا في ميدان الشرف رفقة 21 مجاهدا من زملائه منهم 3 ضباط مسؤولين الناحية الأولى وهم بن دين عبد الرحمان مسؤول الناحية الأولى، بوعبدلي نمصطفى عضو سياسي للناحية، خليل الشرفي محمد مسؤول الاخبار للناحية المدعو الارتفسي بالناحية الأولى.
وان الشهيد سي أحمد اللوحي مدفون مع اخوانه الشهداء الدين سقطوا في هده المعركة في مقبرة الشهداء في موقورنو حاليا.

### إمام إلياس
المدعو سي جمال
- نبذه عن حياته

من مواليد 27/10/1937 بالمدية ابن محمد وابن بوقرنة شريفة عازب من عائلة ميسورة الحال سمحت له بالتحصل على مستوى تعليمي أهله ان يكون من طلبة
ثانوية محمدابن شنب لكن هذا لم يبعد عن قضية شعبه كان رياضيا (العدوالريفي) شارك في بطولة فرنسية ولما كان نداء الثورة الموجه للطلبة الجزائريين في سنة 1956 لبى النداء، والتحق بصفوف الثورة التحريرية وتدرج في المسؤوليات إلى أن وصل إلى درجة رئيس كومندو في المنطقة الثالثة جبل الونشريس الولاية الرابعة كان لهذا الكومندو دور بارز في محاربة العدو للنتائج المحققة في جل المعارك التي خطط لها ونفذها بأحكام وصار معروفا ومرهوبا من قوات العدو تحت قيادة الشهيد امام الياس إلى أن استشهد امام الياس القائد سنة 1958 في اشتباك ضد الجيش الفرنسي بالمنطقة الثالثة الونشريس وصار الكوماندو يحمل اسمه بعد استشهاده كوماندو سي جمال اما في عهد الاستقلال أطلق اسمه على مركب رياضي لبلدية المدية.

### خـديجة بن رويسي
- نبذة عن حياتها

خـديجة بن رويسي

ولدت الشهيدة خديجة بن رويسي سنة 1941 بحي الرمالي مدينة المدية، نشأت في أسرة تتكون من ستة أفراد، كانت توأم لأخيها عبد الله الذي استشهد هو الآخر أثناء الثورة النحريرية، تعلمت قليلا من القرأة والكتابة، حيث مكنتها من حفظ جزء من القرأن الكريم. تعتبر عائلة الشهيدة من الأوائل الذين احتضنوا الثورة وذلك من خلال توزيع المناشير على السكان وترتيب لقاءات مع قادة الثورة بالمنطقة. حتى تحول منزل الشهيدة إلى مركز إيواء واتصال وعبور لجيش التحرير الوطني. وقد كلفت الشهيدة خديجة بن رويسي بعملية جمع الأخبار حول تحركات جنود العدو. وأعمال الخونة، وظل منزل الشهيدة مقرا لاجتماعات هامة لجيش التحرير الوطني من قادة الولاية الرابعة.
ومع مطلع سنة 1958 تمكنت قوات العدو من اكتشاف منزل أسرة الشهيدة فسارعت إلى تدميره كليا مع مصادرة كل ما وجدته من ممتلكات وفرض الرقابة.
حاولت الشهيدة بعد ذلك الانضمام إلى صفوف المجاهدين، لكنها اقتنعت في الأخير منهم بأهمية التنظيم الثورى داخل المدينة. وكان لحادثة أعتقال أخويها بمعتقل لودي بالمدية الأثر الهام في ازدياد حماس الشهيدة وحقدها على الإستعمار، فجاءت ساعة الحسم التي انتظرتها الشهيدة إبان نداء جبهة التحرير إلى الشعب الجزائري بالخروج للقيام بمظاهرة كبرى بمناسبة الذكرى السابعة لاندلاع الثورة، أين كانت الشهيدة ضمن الصفوف الأولى رافعة العلم الوطني ومرددة لهتافات الله أكبر وتحيا الجزائر.فتصد جنود العدو الفر نسي لمنع المظاهرة بوابل من الرصاص ضد المتظاهرين، سقطت على إثره الشهيدة خديجة بن رويسي شهيدة رفقة زميلتها في النضال خديجة بن يخلف يوم 03 نوفمبر 1961

### خديجة بن يخلف
- نبذه عن حياتها

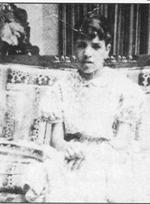
خديجة بن يخلف

ولدت الشهيدة خديجة بن يخلف يوم 29 مارس 1945 بحي الدخلة بالمدية وقد نشأت وسط أسرة تتكون من 12 فردا وكانت الشهيدة اصغر إخوتها سنا، التحقت
بالمدرسة الزوبيرية بالمدية للتربية والتعلم، لعبت أسرة الشهيدة دورا بارزا في عملية جمع الاشتراكات لجيش التحرير الوطني، وتقديم شتى المساعدات من أغذية وأدوية إليهم، ومع مرور الزمن استطاعت الشهيدة أن تفهم الوضع بنفسها وتكشف عن مغزاه، ومنذ ذلك الحين حولت الانضمام بصفوف جيش التحرير الوطني، لكن استطاع أحد أفراد عائلتها والذي كان بدوره مجاهد أن يقنعها بضرورة الاكتفاء بالدور التنظيمي في المدن.إلا أن نشر خبر المظاهرة الكبرى يوم عيد الثورة في غرة نوفمبر 1961 فكانت فرحتها كبيرة قصد المشاركة في المظاهرة، حيث كانت ضمن صفوفها الأوائل رافعة العلم الجزائري أين سقطت شهيدة تحت وابل من الرصاص يوم 03 نوفمبر 1961.

### أعمر هلال
المدعو سي حمدان
- نبذه عن حياته

انه من مواليد عام 1935 بالمدية ابن قويدر وابن ولد خاوة خيرة منحدر من عائلة ميسورة الحال قبل التحاقه بالثورة كان يشتغل كعامل يومي وفي سنة 1956 انضم إلى صفوف جيش التحرير الوطني كجندي في دخل في الكتيبة الزوبيرية وصار عضو فعالا في المعارك التي كانت تخوضها ضد جحافل الجيش الفرنسي، فرقي إلى رئيس فوج في الكتيبة. ونظرا لحنكته السياسية والعسكرية عين رئيسا للقسم الأول الناحية الأولى المنطقة الثانية في سنة 1959 فعمل جاهدا على تنظيم القسم تنظيما محكما وصارت له سمعة كبيرة لدى سكان المنطقة من جهة ومن جهة ثانية حركت كل أحقاد العدو، حتى جعل أجهزة الأمن الفرنسية تعمل المستحيل للإلقاء القبض عليه، بحيث خصصت مكافاة مالية لمن يدلها على مكان تواجده، وفي سنة 1960 وعلى اثر وشاية من أحد الخونة حيث حاصرتهم قوات العدو بحي عين الذهب ببلدية المدية واستشهدا هذا الأخير رفقة اثنين من رفقائه من بينهم طبيب الولاية سي يحي فارس في 11/07/1960.

### بن دين عبد الرحمان
المدعو طحطوح
- نبده عن حياته

ولد الشهيد في 23/01/1937 في بلدية بوقرة ولاية البليدة ابن أحمد وابن فطومة غير له مستوى ثقافي بالعربية.التحق بجبهة التحرير الوطني سنة 1955 في أفواج التخريب ليصبح جنديا في إحدى فصائل جيش التحرير الوطني سنة 1956 بعدها كلف بمهمة إلى الولاية السادسة استغرفت سنة كاملة ليعود إلى الولاية الرابعة في آخر سنة 1957 إلى المنطقة الثانية الناحية الثانية لينضم إلى الكتيبة العمارية ليشارك معها في عدة معارك نذكر منها تحطيم مركز القويعة بقرية أولاد إبراهيم وعملية أخرى في جامع القرمود قرب العمارية وفي عام 1958 نتائجها غنم أسلحة حربية.
وفي 23 سبتمبر 1958 قامت الكتيبة العمارية بهجوم على قرية وزرة (لوفيردو) سابقا اين أصيب بجروح خطيرة في ذراعه الأيسر أجبرته عن التوقيف لعدة أشهر بعدها عين كعسكري في القسم الثاني الناحية الثانية.
وفي أواخر سنة 1960 عين عسكري بالناحية الأولى بالمنطقة الثانية ليرقى بعد ذلك سنة 1961 إلى مسؤول للناحية الأولى المنطقة الثانية إلى أن استشهدا رفقة 21 شهيد بالمكان المسمى قلابة قرب موقرنو في بداية 1962 وهو الآن مدفونا بمقبرة الشهداء الكائنة في مقورنو ببلدية الزوبيرية ولاية المدية.

### يحي فـارس
من مواليد 14/9/1929 بمجانة ولاية برج بوعريريج ابن مقران وابن مسعود ناصر لعكري لقد اسجاب للنداء الثورة التحريرية والتحق بصفوفها في سنة 1956 حيث شغل منصب طبيب محنك في الولاية الرابعة كان كبيبا ماهرا وبارزا وفي يديه السلاح انه كان يتحلى بصفة حميدة بين أوساط رفقائه من المجاهدين البواسل ومن جهة أخرى ذرع الواقي للمجاهدين والشعب في المداشر والقرى حيث كان هو طبيبيهم ومرشدهم وكان دائما بجانب الجرحى والمرضى في معالجتهم ومتباعتهم ومراقب المراكز الصحية لجيش التحرير عبر تراب الولاية الرابعة وهذا من سنة 1957 إلى غاية استشهاده في ساحة الشرف والسلاح في يديه رفقى من رفقائه من المجاهدين في حي عين الذهب بلدية المدية 11/07/1960.
- سحنون محمد
- نبذه عن حياته

ولد الشهيد محمد سحنون 10/03/1933 بأوريشة بلدية الناصرية ولاية بومدراس التحاقه بصفوف جيش التحرير الوطني في سنة 1955 بعد هروبه من ثكنة بيزو بالبليدة بأسلحته رفقة مجاهد أخرى يدعى أكلي.
مشاركة الشهيد في معرك كثيرة دخل إلى صفوف كومندو المنطقة 2 وبعد ترجه في المسؤوليات وصل إلى غاية قائد كومندو المنطقة الثانية 02.
هذا الكومندو كان يجول ويصول عبر المنطقة الثانية 2 حيث قام بعدة معارك واشتباكات الحقت خسائر هامة بقوات العدو، وفي سنة 1957 كان الكومندو متمركز بمنطقة تيبرقينت بلدية الحمدانية في يوم 12 جوان، بعد عملية تمشيط قامت بها القوات الفرنسية بدأ الاشتباك بين الطرفين، ونظرا لصعوبة المنطقة حيث يصعب الانسحاب لقد دامت المعركة تقريبا يوما كاملا، ألحقت بقوات العدو خسائر كبيرة في الأرواح، اما من جانب جنود جيش التحرير الوطني لقد أستشهد قائد الكومندو (سي سحنون) رفقة 17شهيد آخر وعدد من المواطنين.

### بابا علي البشيرالمدعو سي إلياس
- نبذه عن حياته

انه من مواليد عام 1935 بالمديـة ابن محمد وابن منقاش يمينة، كان طالبا بثانوية ابن الشنب التحق بصفوف جنود جيش التحرير الوطني تلبية لنداء الثورة التحريرية في شهر ماي سنة 1956 وهو صديق للشهيد امام الياس.
كان مسؤولا للناحية الرابعة ثم تدرج في المسؤوليات إلى أن صار عضوا في المنطقة الخامسة (5) ثم رئيسا للمنطقة الخامسة إلى غاية سنة 1961 بعد أن حاصرتهم قوات العدو الفرنسي اثر وشاية من أحد الخونة قرب بلدية الربعية ولاية المدية رفقة شهداء آخرين والتحق بالرفيق الأعلى في ميدان الشرف، وهو الآن مدفونا في مقبرة الشهداء بالربعية بالمديــة.

### طهراوي عبد القادر
- نبذه عن حياته

انه من مواليد 17/09/1936 بالعمارية ابن ميلود وابن مرواني عائشة من عائلة متوسطة الدخل الشهيد عازب له مستوى تعليمي لابأس به بالعربية حفظ القرأن الكريم بالقريب المولود بها.
التحق بصفوف الثورة جيش التحرير الوطني سنة 1955 وكان من رفقاء الشهيد العقيد سي بوقاسمي الطيب المدعو سي الطيب الجغلالي من المسؤوليات التي تقلدها بعد تنظيم الاقسام والنواحي بالولاية الرابعة، تعينه رئيسا للقسم الثالث بجبل اللوح الناحية الأولى آنذاك المنطقة الثانية ثم رقي بعد ذلك إلى عضو سياسي للناحية في نواحي ثنية الحد ثم مسؤولا للناحية في المنطقة الثالثة إلى غاية سنة 1959 أين حول إلى المنطقة الأولى كعضو سياسي بها وبقي يمارس مهامه في هذه المسولية إلى أن استشهد في نفس السنة 1959 في إحدى المعارك بنواحي تابلاط

### علجي محمود
المدعو الشامي
- نبذه عن حياته

انه من مواليد 11/02/1931 بالمدية ابن محمد وابن باباعلي الزهرة وهو من عائلة متوسطة الداخل، كان عازبا عندما بدأ نضاله في التنظيم الثوري في سنة 1956 التحق بصفوف جيش التحرير الوطني في سنة 1957 كجندي في الكوماندو ليتدرج في المسؤوليات، ونظرا لمؤهلاته في التخطيط الحربي التي ظهرت في الميدان، عين رئيس فوج ثم رقي إلى رئيس فصيلة في الكومندو حتى صار قائدا الكومندو المنطقة الثانية الولاية الرابعة، وشارك وخطط لعدة معارك نذكر منها بوحنداس معركة أولاد بوعشرة، ومعارك أخرى كثيرة إلى أن استشهد سنة 1961 بالمكان المسى ذراع التمر قرب موقورنو بلدية الزوبيرية بعد عملية تمشيط قرب ها جيش العدو الفرنسي بتلك المنطقة.

### بلحجر رشيد
انه من مواليد عام 1931 بالمديـة ابن عبد القادر وابن خدوجة هو من عائلة ثورية له مستوى ثقافي لا بأس بـه العربية التحق بصفوف جيش التحرير الوطني في سنة 1955 كجندي في ناحية المدية ليحول إلى الودشرين.
حيث تقلد عدة مسؤوليات في المنطقة الثالثة 3 كسياسي إلى غاية آخر سنة 1959 حول إلى المنطقة الثانية كعضو في المنطقة الثانية إلى غاية **استشهاده
في سنة 1960 بمعركة بقرية الرواي بلدية أولاد بوعشرة.

### عبدي عصمانالمدعو سي عقبة
انه من مواليد 21 أكتوبر 1940 بالمدية ابن محمد وابن قرطبي فاطمة وهو من عائلة متوسطة الحال عازب كان يدرس في ثانوية ابن شنب بالمديـة.
التحق بصفوف جيش التحرير الوطني تلبية لندائها في ماي 1956 ككل الطلبة الجزائريين الذين التحقوا بصفوف الثورة آنذاك، عين في أول الأمر ككاتب للشهيد / محمود باشن بالناحية ثم عين عضوًا في القسم الثالث بجبل اللوح بعد ذلك في سنة 1960 عُين عضوًا في الناحية الأولى إلى أن استشهد في عام 1961 بالقرب من اولاد بوعشرة ولاية المدية

### مكيوي خالد
ولد الشهيد مكيوي خالد ابن بوعزة وابن صامت طومة في 4 يونيو 1933 بقصر البخاري ولاية المدية، نشأ الشهيد وترعرع في أحضان عائلة متواضعة وميسورة الحال زاول دراسته الابتدائية في عين بوسيف وواصل تعليمه المتوسط بمدينة القليعة إلى أن وصل مستوى شهادة الأهلية.
التحق الشهيد بصفوف جيش التحرير الوطني في سنة 1956 بجبل تمزقيدة الناحية الثالثة المنطقة الثانية الولاية الرابعة.
وفي سنة 1957 انتقل إلى الولاية السادسة ونظرا لاقدامه وشجاعته في المعارك التي خاضها رفقة إخوانه في الجهاد، اهلته ان يرقى إلى ملازم مكلف بالاخبار والاتصال وفي سنة 1959 بالناحية الثالثة بالمنطقة الخامسة إلى أن صارت تابعة للولاية الرابعة وفي نفس السنة انتقل إلى الولاية السادسة رفقة الشهيد العقيد السي الطيب الجغلالي حيث استشهد معه في يوم 29 يوليو 1959 (26 سنة)
```
بجبل 
حد الصحاري
 
ولاية الجلفة
 حاليا مع 13 من رفاقهم.
```

### قاسمي احمد

#### حياته
لقد ولد الشهيد قاسمي أحمد المدعو سي المحجوب بتاريخ 1928 بالعمارية ابن مبارك وابن شايب رأس مريم.

#### حالته الاجتماعية
كان ينتمي إلى عائلة فلاحية تعيش حالة أقل من المتوسط وقد التحق أثناء طفولته بالكتاب جامع سيدي مصباح بقرية فرنة حيث تعلم القرآن وحفظ نصفه
وذلك ابتداء من سنة 1942 إلى غاية 1948 ونظرا للظروف المعيشية للعائلة مارس تجارة البيض والدواجن قصد انعاشه العائلة وهذا بعد وفاة ابيه تكفل هو بالعائلة اخوته الخمس وأمه إلى غاية سنة 1952 حيث اندمج ضمن التنظيم السري اندك وقد عين مسؤولا لخلية من خلايا النظام السري وقد كان يعقد اجتماعات متتالية لخلية حيث يشرح الأوامر التي تصله من الجهات ومن خلال هذه الاجتماعات السرية يقوم بجمع الاشتراكات وإعطاء التوجيهية إلى أعضاء الخلية كما كان يقوم بإعطاء دروس دينية ووطنية وتنظيم روايات ومسرحيات هادفة وقد استمر في العطل النظالي الدؤوب إلى غاية بيان اندلاع ثورة أول نوفمبر.

#### نشاطه السياسي أثناء الثورة التحريرية
لقد كان يعمل اتصال بين سهول متيجة كالاربعاء والصومعة الشبلي فرواو، العمايرية، وكان يقوم بجمع الملابس والأدوية والذخيرة (الرصاص) من منطقة متيجة وحفر المخابئ وذلك ابتداء من سنة 1954 إلى غاية 19 أكتوبر 1955 بعدما تنبأ العدو إلى نضاله صعد إلى الجبل وتولى مسؤولية فج التخريب في ممتلكات وجمع الاسلحة المختلفة الموجودة لدى المواطنين ومحاربة وقتل الخونة المعروفين آنذاك لشيوخ الفرقة وغيرهم ممن هم أعوان الاستعمار الفرنسي.
واستمر في هذا العمل إلى آخر سنة 1956 حيث تولى مسؤولية الفصيلة من جيش التحرير كان يقوم بالكمائن والعمليات والهجومات المضادة للعدو وفي سنة 1958 رقي إلى مسؤول الناحية في الميدان العسكري وقد عمل هذا المجاهد البطل أثناء حرب التحرير بكل شجاعة واخلاص وامان منه بمبدأ بيان أول نوفمبر واستقلال الجزائر لابد منها وقد ظهرت أعماله وخصاله البطولية الشجاعة بكل مايملك من عزيمة وارادة واخلاص وتفاني في سبيل الثورة وتحرير البلاد تاركا عائلته متشوقين لرؤيته لكن كان قد فضل تحرير البلاد على عز الأولاد ودام في العمل الثوري إلى أن سقط شهيد في ميدان الشرف سنة 1959، ولم يترك إلا بنتًا واحدة.